# San Pedro (Chile)
San Pedro, también conocida como San Pedro de Melipilla, es una comuna de la zona central chilena, ubicada en la Región Metropolitana de Santiago, provincia de Melipilla. Esta comuna es lugar de tradiciones huasas y reconocida nacionalmente por su cultivo de frutillas, teniendo su Sello de Origen.
Integra junto con las comunas de Talagante, Melipilla, Peñaflor, Isla de Maipo, María Pinto, Curacaví, Alhué y El Monte el distrito electoral N.º 31 y pertenece a la 7.ª circunscripción senatorial (Santiago poniente).
La comuna es eminentemente agrícola, en donde sus habitantes trabajan en una economía social, colectiva y familiar. La otra fuente laboral son los extensos campos con criaderos de aves y cerdos para el consumo nacional y exportador.[cita requerida]

## Historia
Las subdelegaciones de San Pedro y de Loica pertenecían al Departamento de Rancagua (Provincia de Santiago), por lo que dependían administrativamente de la Municipalidad de Rancagua. El 10 de diciembre de 1883, se crea la provincia de O'Higgins con el sector oriental del antiguo Departamento de Rancagua. El sector occidental (10 subdelegaciones) pasa al nuevo Departamento de Melipilla. Así, la subdelegación de San Pedro y la de Loica se convierten en las 12.ª y 13.ª subdelegaciones del nuevo Departamento de Melipilla, pasando a depender administrativamente de la Municipalidad de Melipilla.

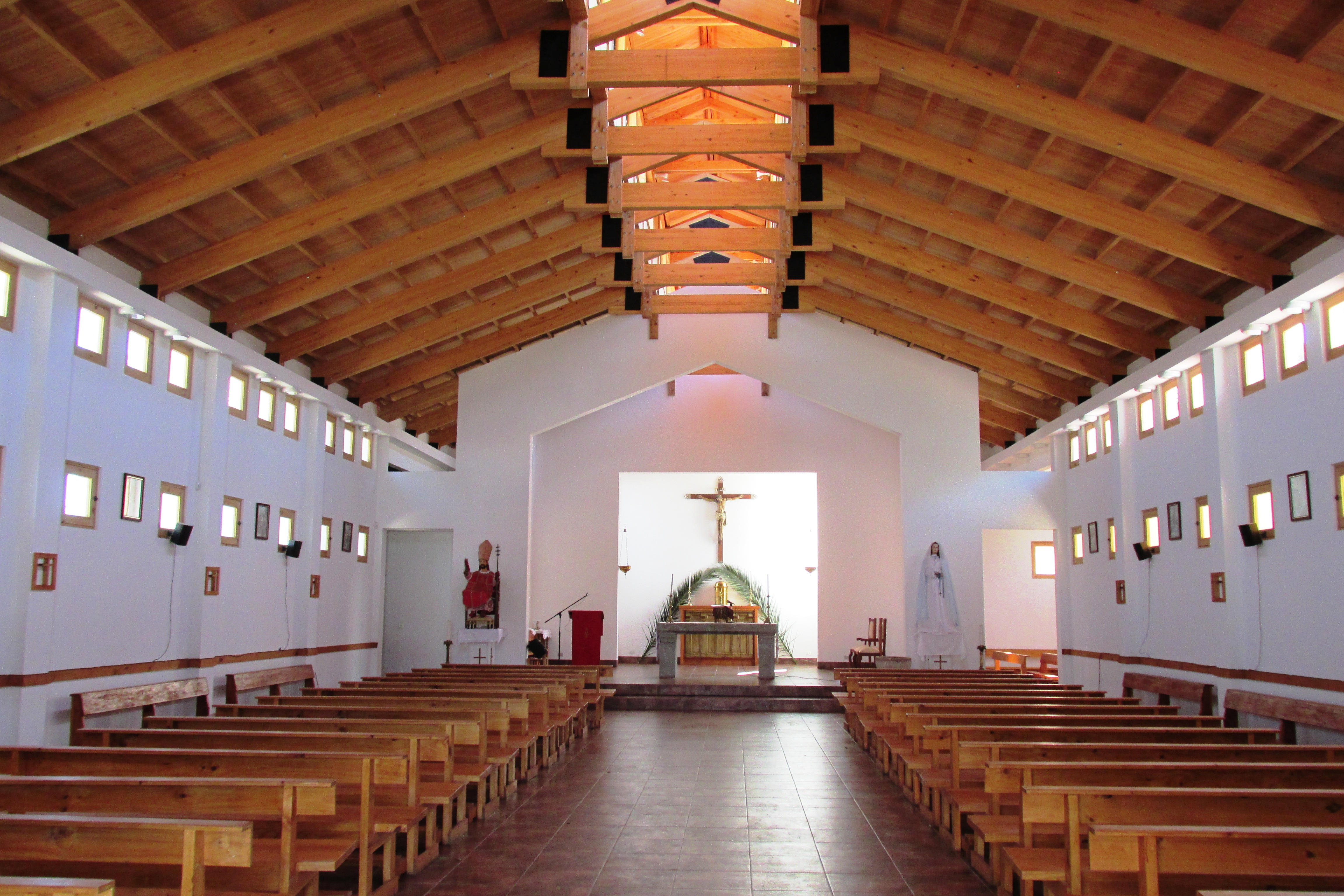
Interior de la iglesia de San Pedro

Con el Decreto de Creación de Municipalidades del 22 de diciembre de 1891, se crea la Municipalidad de Loica, con las subdelegaciones 12.ª, San Pedro y 13.ª, Loica del Departamento de Melipilla.
La Municipalidad de Loica se instaló en las casas del Fundo de Santa Rosa de la Sierra, el 6 de mayo de 1894, cuyo primer alcalde fue don Pedro Sierra.
La Municipalidad de Alhué fue creada con el mismo decreto del 22 de diciembre de 1891, con las subdelegaciones, 14.ª Santo Domingo; 15.ª, Bucalemu; 16.ª, Quilancota; 17.ª, Carén; 18.ª, Alhué y 19.ª, El Asiento, del Departamento de Melipilla. De las subdelegaciones que comprendían el territorio bajo su administración, la 14.ª, Santo Domingo y 15.ª, Bucalemu estaban distantes de la cabecera de la Municipalidad de Alhué, lo que impedía una comunicación expedita con esta y se interponía entre ellas el territorio de la Municipalidad de Loica.
Francisco Solano Asta-Buruaga y Cienfuegos escribió en 1899 en su Diccionario Geográfico de la República de Chile: 380  sobre el lugar:

Loica.-—Aldea del departamento de Melipilla situada en un pequeño valle á corta distancia hacia el S. de San Pedro de Bucalemu. Contiene, con sus cultivados contomos, una población de 846 habitantes. El nombre es de la avecilla indígena de garganta y pechugas rojas (Sturnella militaris).

Este mismo documento agrega:: 722 

San Pedro de Bucalemu.-—Aldea del departamento de Melipilla con caserío mediocre, iglesia parroquial, estafeta, oficina de registro civil, dos escuelas gratuitas y 594 habitantes. Yace en los 33º 58' Lat. y 71° 22' Lon., á unos 46 kilómetros hacía el SO. de la ciudad de Melipilla, su capital, y 30 á 35 al N. de Peumo, entre los últimos declives occidentales de la sierra de Alhué que se enlazan con la serranía aproximada al Pacífico. Es de contornos cerriles y descampados ligeramente. Por su inmediación del norte corre el riachuelo de Yali, que termina en la laguna y salinas de Bucalemu sobre la marisma.

Ante la gran cantidad de problemas que generaba a los habitantes esta división de territorio, mediante el decreto supremo N.º 229 del 25 de enero de 1900, se hace traspaso de estas subdelegaciones a la Municipalidad de Loica.

Vistos los antecedentes y teniendo presente lo siguiente:

1. Que las Subdelegaciones 14, Santo Domingo, y 15, Bucalemu, del Departamento de Melipilla, se encuentran aisladas de la cabecera de la Comuna de Alhue a la que actualmente pertenecen;
2. Que las comunicaciones de dichas Subdelegaciones con el resto de la comuna son muy difíciles por interponerse la Comuna de Loica;
3. Que por estas causas los servicios municipales en las expresadas subdelegaciones no son atendidas convenientemente;
4. Que las ya citadas subdelegaciones se hallan cercanas y en fácil contacto con la Comuna de Loica;
Decreto: Segréguense las Subdelegaciones 14, Santo Domingo, y 15, Bucalemu, del Departamento de Melipilla, y anéxense a la de Loica.
Anótese, comuníquese, publíquese e insértese en el Boletín de las Leyes y Decretos del Gobierno.
ERRAZURIZ.
Decreto Supremo N° 229 del 25 de enero de 1900.

El 22 de enero de 1917, se crea el Departamento de San Antonio con las subdelegaciones 6.ª, Cartagena; 7.ª, San Antonio; 8.ª, Cuncumén; 12.ª, San Pedro; 13.ª, Loica; 14.ª, Santo Domingo; 15.ª, Bucalemu; y 20.ª, El Tabo del antiguo Departamento de Melipilla. Así, la Municipalidad de Loica pasa a formar parte del nuevo departamento de San Antonio.
El geógrafo chileno Luis Risopatrón lo describe como una ‘aldea’ en su libro Diccionario Jeográfico de Chile en el año 1924:: 815 

San Pedro (Aldea) 33° 54' 71° 29'. Es de corto caserío, cuenta con servicio de correos i escuelas públicas i se encuentra entre contornos cerriles i descampados, en la parte superior del valle de Yali, al N del caserío de Loica. 63, p. 272; 66, p. 263 i 319; 68, p. 224; 101, p. 460; i 163, p. 226; i pueblo en 3, iv, p. 140 (Alcedo, 1787); i aldea San Pedro de Bucalemu en 155, p. 721.

Con el DFL 8582 del 30 de diciembre de 1927, el Departamento de San Antonio es incorporado nuevamente al departamento de Melipilla, y su capital pasa a ser el puerto de San Antonio (Chile). Así, el artículo 2° del DFL 8582 señala:
Con el DFL 8583 del 30 de diciembre de 1927, en el Departamento de Melipilla se crean las siguientes comunas y subdelegaciones, con parte de la antigua Municipalidad de Loica:
- San Antonio, que comprende las antiguas subdelegaciones: 7.a, San Antonio; 8.a, Cuncumén; 14.a, Santo Domingo y 15.a, Bucalemu, del antiguo departamento de San Antonio.

- Loica, que comprende las antiguas subdelegaciones: 12.a, San Pedro y 13.a, Loica, del antiguo departamento de San Antonio.

En 1930 la comuna de Loica pasa a llamarse comuna de San Pedro.
Luego, con la Ley 5287 del 11 de octubre de 1933, se divide el Departamento de Melipilla, en el Departamento de San Antonio y el nuevo Departamento de Melipilla.
El periodista Hernán Bustos Valdivia (1964), escribió "San Pedro de Melipilla, 7 vidas de campo". Gracias a este trabajo se localizó el acta de instalación del primer municipio (1894), antiguamente llamado Loica (inédita).
Junto con Alhué, entre 1974 y 1979 pertenece a la provincia de Cachapoal, en la Región de O'Higgins. Luego es traspasada definitivamente a la Región Metropolitana.

## Medio ambiente

### Geomorfología y componentes abióticos

Trazado simplificado de los ecosistemas y cuerpos de agua presentes en la comuna de San Pedro.

La comuna de San Pedro se encuentra emplazada en las unidades geomorfológicas de Llanos de sedimentación fluvial o aluvional, Planicie marina o fluviomarina, Cuenca granítica marginal y Cordillera de la costa; y presenta según la clasificación climática de Köppen clima mediterráneo de lluvia invernal (Csb) y clima mediterráneo de lluvia invernal e influencia costera (Csb (i)). Esta además se halla entre las cuencas hidrográficas de Costeras entre el río Maipo y río Rapel, río Maipo y río Rapel. Además, la comuna posee diversos cuerpos de agua, entre los que se destacan el NULL.

### Componentes bióticos
Dentro del territorio de la comuna se pueden hallar los siguientes ecosistemas:
- Bosque esclerófilo mediterráneo costero donde predominan Cryptocarya alba y Peumus boldus (Vulnerable)
- Bosque esclerófilo mediterráneo costero donde predominan Lithrea caustica y Cryptocarya alba (Casi amenazado)
- Bosque espinoso mediterráneo costero donde predominan Acacia caven y Maytenus boaria (Vulnerable)

### Medidas de protección ambiental y conflictos socioambientales
Hasta 2022, la comuna de San Pedro cuenta con las siguientes zonas que poseen algún nivel de protección ambiental:
- Alhué (Paisaje de Conservación)[15]
- Cordón de Cantillana (Sitios Ley 19.300)[16]
- Cuenca Estero El Yali (Sitios ERB)[17]
- Cordillera de la costa Norte y Cocalán (Sitios Ley 19.300)[18]
- Predio Palmar de Lillahue (Iniciativa de Conservación Privada)[19]
- río Maipo (Sitios ERB)[20]
- río Rapel (Sitios ERB)[21]
- San Pedro Nororiente (Sitios ERB)[22]

## Administración

### Municipalidad
La Municipalidad de San Pedro para el periodo 2021-2024 es dirigida por el alcalde Emilio Cerda Sagurie (Partido Por la Democracia - Unidad Por el Apruebo) y el concejo municipal conformado por los concejales:
- Juan Ramón Núñez Pinto (IND - Chile Digno Verde y Soberano)
- Esteban Alejandro Herrada Catalán (Unión Demócrata Independiente)
- Felipe Ignacio Antonio Yáñez Figueroa (Partido Radical de Chile)
- Evelyn Farías Olmedo (Partido Por la Democracia)
- Maricel Tapia Cifuentes (Partido Socialista de Chile)
- Marcia Pamela Maldonado Vega (IND - Chile Vamos UDI - IND)

### Representación parlamentaria
San Pedro forma parte de la circunscripción senatorial VII y del distrito electoral 14. Es representada en la Cámara de Diputados del Congreso Nacional por los siguientes diputados:
- Juan Antonio Coloma Álamos (Unión Demócrata Independiente)
- Raúl Leiva Carvajal (Partido Socialista de Chile)
- Leonardo Soto Ferrada (Partido Socialista de Chile)
- Juan Irarrázaval Rossel (Partido Republicano de Chile)
- Marisela Santibáñez Novoa (Partido Comunista de Chile)
- Camila Fernanda Musante Muller (IND - Comunes)

En el Senado, la representan:
- Manuel José Ossandón Irarrázabal (Renovación Nacional)
- Luciano Cruz-Coke Carvallo (Evolución Política)
- Rojo Edwards Silva (Partido Republicano de Chile)
- Claudia Pascual Grau (Partido Comunista de Chile)
- Fabiola Campillai Rojas (Independiente)

## Economía

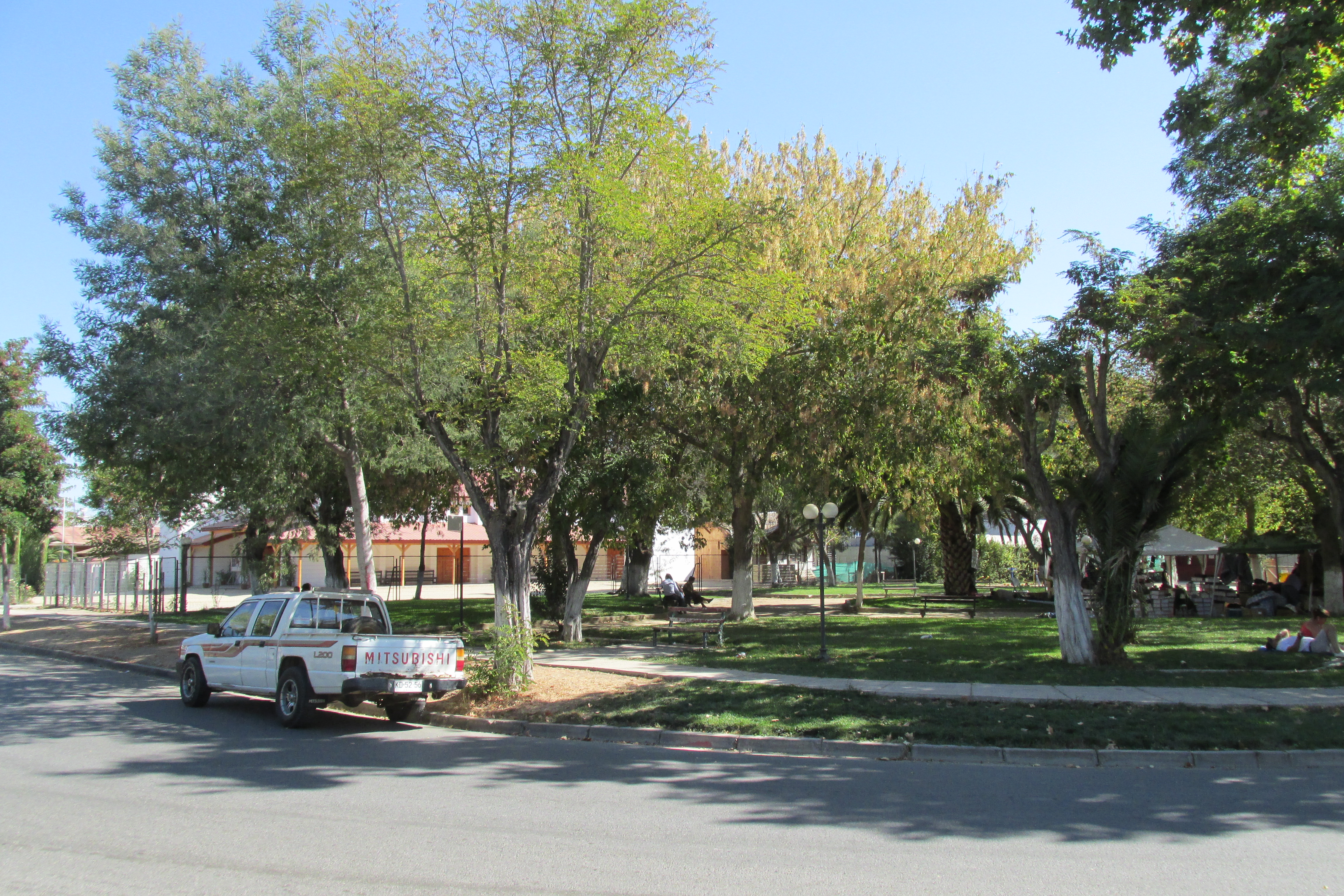
Plaza de San Pedro.

En 2018, la cantidad de empresas registradas en San Pedro fue de 192. El Índice de Complejidad Económica (ECI) en el mismo año fue de -0,69, mientras que las actividades económicas con mayor índice de Ventaja Comparativa Revelada (RCA) fueron cultivo de otros cereales (235,07), cultivos frutales en árboles con ciclo de vida mayor a una temporada (61,17) y venta al por mayor de animales vivos (13,17).

## Transporte

### Colectivos
La comuna no cuenta con un servicio autorizado de Taxis colectivos.

## Deportes

### Fútbol
La comuna de San Pedro va a tener su primer club participando en los Campeonatos Nacionales de Fútbol en Chile en el 2020.
- Se trata del Club Deportivo PGM San Pedro, club perteneciente a la tercera división del fútbol chileno, es el primer club federado de la comuna de San Pedro de Melipilla (tercera división B 2020).

## Medios de comunicación

### Radioemisoras
FM
- 103.7 MHz - Caramelo (San Pedro y Laguna de Aculeo)
- 105.7 MHz - En San Pedro (Cobertura San Pedro, Alhué, Melipilla, Central Rapel)